# M 02
Die M 02 ist eine ukrainische Fernstraße. Sie führt von Kipti in östliche Richtung bis zur russisch-ukrainischen Grenze. Sie ist Teil der Straßenverbindung Kiew–Moskau und somit auch der Europastraße 101.

## Verlauf
| 0 km   | Kipti                                 |
| 51 km  | Wertijewka (bei Nischyn)              |
| 93 km  | Borsna                                |
| 126 km | Baturyn (bei Konotop)                 |
| 168 km | Krolewez                              |
| 208 km | Hluchiw                               |
|        | russische Grenze, Fortsetzung als M 3 |